# María Natividad Venegas de la Torre
María de Jesús Sacramentado (nacida como María Natividad Venegas de la Torre; Zapotlanejo, México, 8 de septiembre de 1868-Guadalajara, México, 1959) fue una religiosa mexicana de la Iglesia Católica, fundadora de las Hijas del Sagrado Corazón de jesus, conocida por su espíritu de caridad en el trato a los enfermos. Fue canonizada por el papa Juan Pablo II el 21 de mayo de 2000. La Iglesia Católica Mexicana celebra su fiesta el 30 de julio.

## Reseña biográfica
María Natividad Venegas de la Torre nació el 8 de septiembre de 1868 en una localidad del municipio de Zapotlanejo, Jalisco. Fue la más pequeña de 12 hermanos. Su madre murió cuando ella tenía 16 años, y su familia padeció dificultades económicas desde entonces. Su padre murió 3 años después, y lo que provocó que Venegas se fuese a vivir con una tía paterna. Fue una niña de gran devoción, y solía pasar su tiempo compartiendo su fe con sus vecinos y cuidando de los pobres.
El 8 de diciembre de 1898, el día de la fiesta de la Inmaculada Concepción, Venegas se hizo miembro de la Asociación de las Hijas de María. Trabajó como enfermera, secretaria y encargada de farmacia. En 1905 entró formalmente a la vida religiosa, y en 1910 hizo sus votos perpetuos.
El 8 de diciembre de 1905, luego de terminar unos Ejercicios Espirituales, Venegas fundó la comunidad Hijas del Sagrado Corazón de Jesús en la ciudad de Guadalajara, y fue elegida Superiora General de la nueva orden el 25 de enero de 1921. Venegas y su comunidad se dedicaron principalmente al cuidado de los enfermos en el Hospital del Sagrado Corazón. La constitución de la orden fue aprobada en 1930. Trabajó arduamente en la recaudación de fondos para construir la residencia de su comunidad, lo cual tuvo lugar durante la Guerra Cristera, un periodo de fuerte persecución religiosa en México. Lejos de causar intimidación, la guerra fortaleció a Venegas y su congregación, quienes continuaron con su atención a los pobres durante ese periodo. Venegas trabajó también por las necesidades de los sacerdotes y seminaristas. Murió el 30 de julio de 1959.

## Canonización

### El proceso
El proceso de canonización comenzó en Guadalajara el 19 de junio de 1980 como un proceso local en el que se recabó documentación de la vida de Venegas y testimonios de quienes fueron cercanos a ella. Al poco tiempo le fue otorgado el título de Sierva de Dios. El proceso fue ratificado formalmente el 9 de abril de 1984, y en 1987 el Positio fue enviado a la Congregación para las Causas de los Santos en Roma para mayor estudio.
El papa Juan Pablo II la proclamó Venerable el 13 de mayo de 1989 luego de reconocer que había vivido una vida cristiana ejemplar de virtud heroica.

### Beatificación y Canonización
El milagro para la beatificación fue investigado localmente en 1987 y fue ratificado en 1990. Juan Pablo II aprobó el milagro en 1991 y beatificó a Venegas en su visita a la Ciudad de México el 22 de noviembre de 1992.
El segundo milagro, requerido para la canonización, fue investigado poco después y ratificado en 1995. Juan Pablo II aprobó el milagro el 26 de marzo de 1999 y la canonizó el 21 de mayo de 2000. Fue la primera santa mexicana.
El milagro para su canonización sucedió cuando Anastasio Ledezma Mora fue llevado al hospital para un procedimiento quirúrgico. El ritmo cardiaco de Ledezma declinó lentamente hasta que su corazón se detuvo por completo. Luego de varios intentos de resucitación, Ledezma permaneció aparentemente muerto, sin ritmo cardiaco. Fue entonces que doctores, enfermeras, así como parientes de Ledezma acudieron a Venegas por su intercesión. El ritmo cardiaco regresó a su nivel normal al cabo de 10 minutos, y Ledezma se recuperó sin sufrir daño alguno.